# Narve Bonna
Narve Nilsen Bonna (Bærum, 16 gennaio 1901 – Bærum, 2 marzo 1976) è stato un saltatore con gli sci norvegese.

## Biografia

### Carriera sciistica
Originario di Lommedalen di Bærum, in carriera ottenne pochi risultati di rilievo a causa della sua specializzazione nel salto in un'epoca nella quale molte manifestazioni di sci nordico prevedevano soltanto gare di combinata; così nel 1922 vinse la prova di salto del Trofeo Holmenkollen, ma nella classifica finale non andò oltre al 22º posto a causa dei suoi limiti nello sci di fondo.
Ai I Giochi olimpici invernali di Chamonix-Mont-Blanc 1924 vinse la medaglia d'argento con 18,689 punti, arrivando dietro al connazionale Jacob Tullin Thams che marcò 18,960 punti.

### Altre attività
Dopo il ritiro avviò una fabbrica di sci nella natia Lommedalen, dove morì nel 1976.

## Palmarès

### Olimpiadi
- 1 medaglia, valida anche ai fini iridati:
  - 1 argento (trampolino normale Chamonix-Mont-Blanc 1924)